# Lilián Celiberti
Lilián Celiberti (3 de diciembre de 1949, Blanquillo) es una maestra y feminista uruguaya. Comenzó su militancia en el centro de estudiantes de magisterio. Fue presa política de la dictadura militar en su país con 21 años y vivió el exilio en Italia. Es coordinadora de Cotidiano Mujer y participa de la Articulación Feminista Marcosur (AFM), promoviendo el desarrollo de un campo político feminista a nivel regional y global.

## Biografía
En 1965 con 16 años comienza a estudiar magisterio lo que luego motivara en ella una conciencia social con la indignación como motor. Integró un grupo de acción socio pedagógico con sus compañeros de magisterio con el cual recorrían escuelas rurales. Un año más tarde es electa parte de la directiva de su centro estudiantil y ante los conflictos estudiantiles cada vez más comunes, estos años marcarían la impronta política y social de Celiberti. Muchos de sus compañeros de generación años después serán desaparecidos, entre ellos Elena Quinteros, y Gustavo Insaurralde.
En 1972 con 21 años, Celiberti militaba en la Federación Anarquista Uruguaya (FAU) y trabajando de maestra en una escuela del barrio Cerro es detenida por militares uruguayos. Durante dos años pasa por varios cuarteles y por la cárcel de Punta de Rieles, gracias a que su causa no era judicial y a una cláusula que su familia gestionó, logra salir de prisión y se exilia en Italia, ya que la cláusula no permitía el exilio en ningún país de Latinoamérica. Es en este país que Celiberti se acerca al feminismo, ya que en Milán había un gran movimiento de mujeres que acababan de ganar la legalización del divorcio y hacían campaña por el aborto.
En 1976 se vincula con el Partido por la Victoria del Pueblo (PVP) que había sido fundado en Buenos Aires en 1975. Más tarde, el 12 de noviembre de 1978 en la operación denominada como Secuestro de los uruguayos, fue secuestrada junto a Universindo Rodríguez y sus dos hijos, Camilo y Francesca de 8 y 3 años. Ocurrió en la ciudad de Porto Alegre, capital de Río Grande del Sur, cuando altos oficiales del ejército uruguayo viajaron en secreto con dirección a Brasil bajo el consentimiento del régimen militar brasileño. La operación fue denunciada por varios medios de 

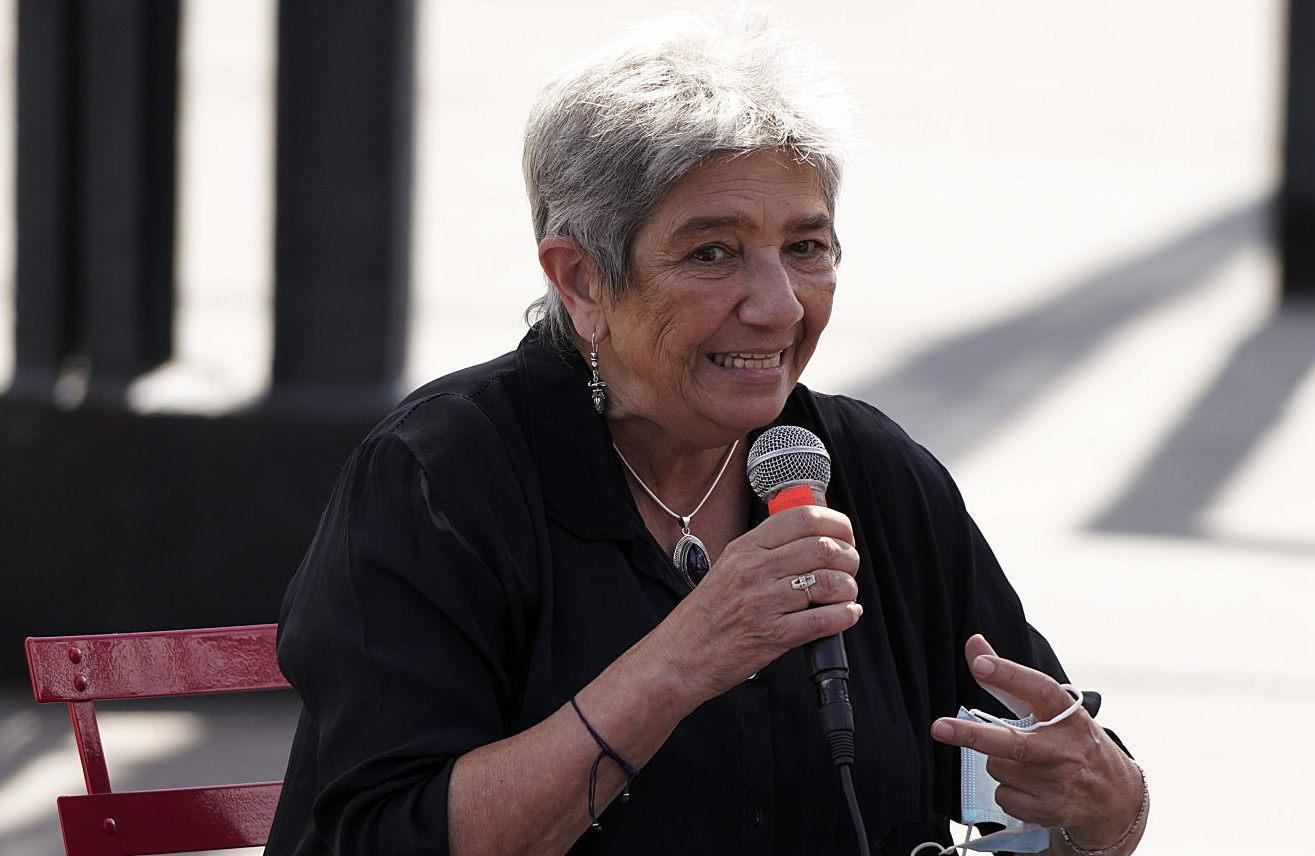
Lilián Celiberti en 2021.

comunicación y por esto fracasó evitando que los secuestrados fuesen asesinados. La denuncia del secuestro constituyó un escándalo internacional que violentó los regímenes militares de Brasil y de Uruguay. Es así que Lilián Celiberti logra engañar a los militares y gracias a la solidaridad de unos periodistas brasileños salva su vida, la de sus hijos y la de Universindo.

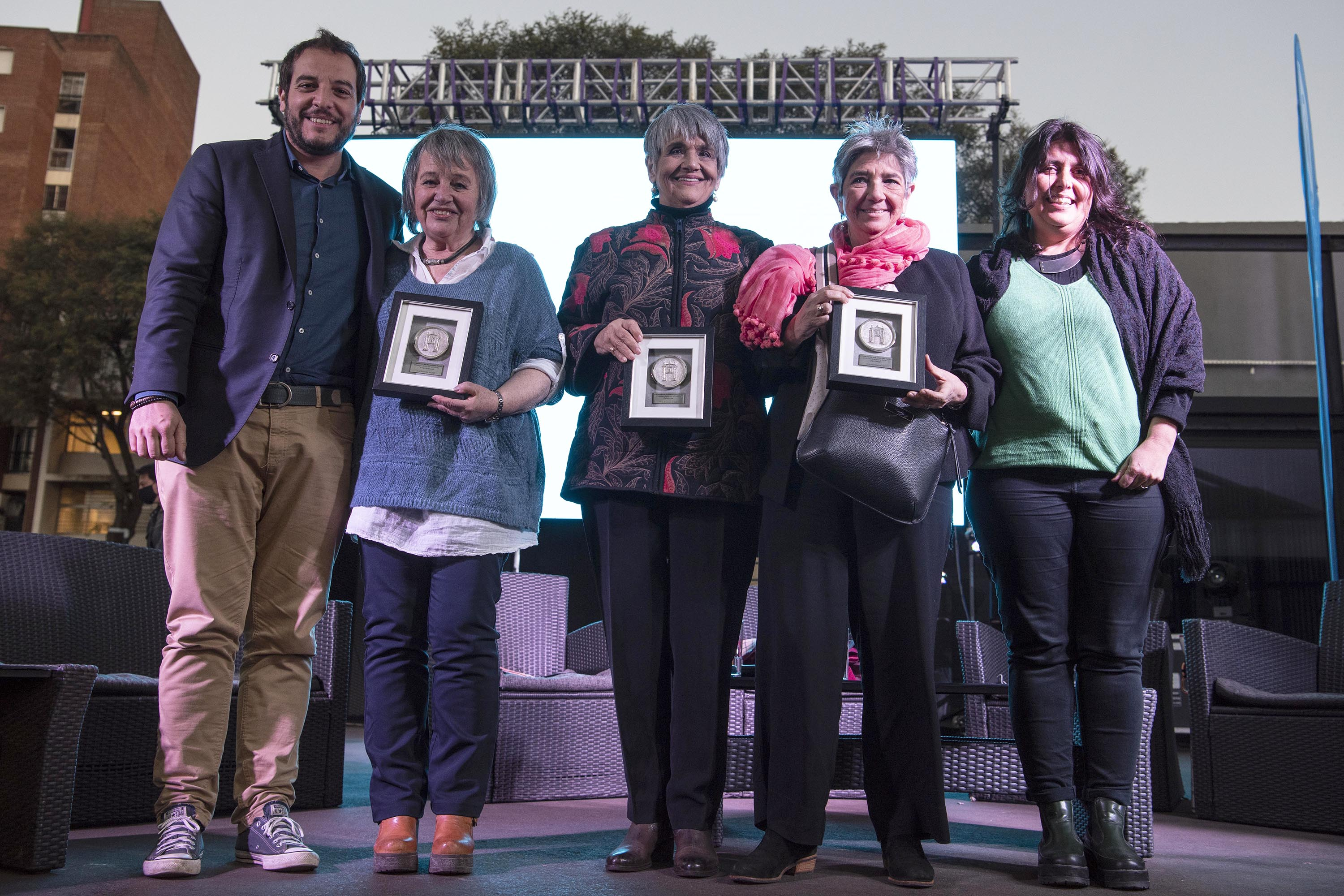
Carmen Beramendi, Lilián Celiberti y Celia Eccher durante el acto en el que fueron declaradas Ciudadanas Ilustres de Montevideo en 2020.

Celiberti estuvo presa durante cinco años en la cárcel de Punta de Rieles, el centro de reclusión donde fueron detenidas la mayor parte de las presas políticas durante la dictadura. El testimonio de su permanencia en la cárcel fue recogido en el libro «Mi habitación, mi celda», a partir de entrevistas con Lucy Garrido.
Con la vuelta a la democracia en 1984, ella y su marido fueron liberados y testimoniaron detalles del secuestro. En 1991, a través de la iniciativa del gobernador Pedro Simón, el estado de Río Grande del Sur reconoció oficialmente el secuestro de los uruguayos y los compensó por él. El gobierno democrático del presidente Luis Alberto Lacalle de Uruguay hizo lo mismo un año después.
Celiberti, junto a otras mujeres como Elena Fonseca y Ana María Colucci, creó en 1985 el colectivo feminista Cotidiano Mujer. Cuenta con más de 18 publicaciones en el área de feminismo.
El 10 de septiembre de 2020 fue declarada Ciudadana Ilustre de Montevideo junto con Carmen Beramendi y Celia Eccher por su "reconocida trayectoria en la promoción, coordinación y articulación de espacios de encuentro y propuesta para el avance de la voz de las mujeres en distintos ámbitos."

## Obra
- 2011, Entre el techo de cristal y el piso pegajoso. Coordinación. Cotidiano Mujer.
- 2011, Puede y debe rendir más. Una mirada feminista a la formación docente en Uruguay. Coordinación. Cotidiano Mujer.
- 2010, Diálogos Complejos: la mirada de las mujeres sobre el buen vivir. Coordinación. Cotidiano mujer.
- 2010, El diálogo como práctica política en: Diálogos Complejos: la mirada de las mujeres sobre el buen vivir. Cotidiano Mujer.
- 2010, Disputas democráticas : las mujeres en los espacios de representación política / Lilián Celiberti ; Niki Johanson. Fesur, Montevideo.
- 2010, Crisis Civilizatoria: crisis de los cuidados. Revista “Amandla”, Sudáfrica.
- 2010, El Foro Social Mundial como práctica política y utopía crítica. Caderno de Crítica Feminista. Ano IV, N.3- dez Recife, Brasil.
- 2010, Los derechos sexuales y reproductivos en tiempos de cambio. Jornadas Género y Democracia en América Latina organizadas por CEPS en Valencia.
- 2011, Imaginarios en Disputa. Programa de Democracia y Transformación global. Lima, Perú.
- 2010, Ciudadanías en Debate: los procesos de integración en América Latina. PIDHDD Documentos de trabajo.
- 2010, Participación feminista en el MERCOSUR: Desafíos y perspectivas de la Reunión Especializada de la mujer del Mercosur. AECID.
- 2010, Reflexiones Colectivas, escrituras horizontales. Cotidiano Mujer.
- 2010, Nuevos Tiempos; viejos desafíos en Reflexiones Colectivas, escrituras horizontales. Cotidiano Mujer.
- 2009, Nuevos tiempos: viejos desafíos en: separa "Feminismo latinoamericano” Revista Venezolana de Estudios de la Mujer, Vol. 14, Nº 33.